# 長野電鉄
長野電鉄株式会社（ながのでんてつ、英: Nagano Electric Railway Co.,Ltd.）は、長野県北部地域に路線を持つ鉄道事業者で、ながでんグループの中核企業である。長野県長野市権堂町2201に本社を置く。

## 概要
須坂や中野といった千曲川東岸地域（河東地区）と国鉄線の接続による産業輸送近代化を目的とした「河東鉄道」を発祥とし、その後県都である長野との接続を図るべく「長野電気鉄道」を設立し須坂駅 - 長野駅間を開業、両社を統合して発足したのが現在の長野電鉄である。山の内線開業により湯田中・渋温泉や志賀高原の開発を進めるなど観光開発にも注力し、スキーブームの先鞭となった。2020年（令和2年）5月30日に河東鉄道として創立されてから100周年を迎えた。
長野線は開業当初から長野市内・近郊で複線区間を有し（当時は権堂駅 - 信濃吉田駅間・その後長野駅および朝陽駅まで複線延伸）、複線区間では20 - 30分毎の高頻度運転を続けており、都市内鉄道としての性格も強かった。戦後は長野市の都市計画において長野都市圏の大動脈として位置付けられ沿線の開発も進み、また長野市と須坂市・中野市を結ぶ都市間路線としての機能も強くなったことから観光色は若干弱くなっていたが、新型特急用車両の導入により観光輸送にも改めて取り組んでいる。
開業線のほかに木島から野沢温泉、湯田中から渋・安代までの具体的な延伸計画や「善光寺平環状線構想」と称された河東線 - 飯山鉄道（現JR飯山線） - 千曲川西岸線（豊野・長野 - 屋代）の直通運転という雄大な構想もあったが、ともに実現せず今に至る。
かつては直営でバス事業も行っていたが、1987年（昭和62年）3月より一部路線を順次ながでんグループの子会社に移管し、1995年（平成7年）10月には残るバス事業を長電バスに分社した。
2002年（平成14年）4月1日に河東線の一部区間（信州中野駅 - 木島駅間、通称「木島線」）が、2012年（平成24年）4月1日には屋代線（屋代駅 - 須坂駅間）が廃線となるなど、他の地方鉄道同様、厳しい状況下にある。2007年（平成19年）7月には志賀高原の開発事業のうち、奥志賀高原の事業が投資会社のユニファイド・パートナーズへ譲渡された。

## 歴史
- 1920年（大正9年）
  - 5月30日：河東鉄道株式会社設立（社長 神津藤平[8][9]）[10][11]。
  - 9月6日：佐久鉄道より鉄道免許の譲受の認可（埴科郡埴生村 - 上高井郡須坂町間）[12]
- 1921年（大正10年）5月26日：河東鉄道に対し鉄道免許状下付（上高井郡須坂町-下高井郡木島村間、蒸気鉄道、下高井郡中野町 - 同郡平穏村間電気鉄道）[13]。
- 1922年（大正11年）6月10日：河東鉄道 屋代駅 - 須坂駅間が開業（非電化）[14]。
- 1923年（大正12年）
  - 11月25日：長野電気鉄道株式会社設立（社長 は神津藤平）[15]。
  - 3月26日：河東鉄道 須坂駅 - 信州中野駅間が開業（非電化）[16]。
  - 6月22日：長野電気鉄道に対し鉄道免許状下付（長野市-上高井郡須坂町）[17]。
- 1925年（大正14年）7月12日：河東鉄道 信州中野駅 - 木島駅間が開業（非電化）[18]。
- 1926年（大正15年）
  - 1月29日：屋代駅 - 木島駅間が全線電化、電車による運用が開始。
  - 6月28日：長野電気鉄道 権堂駅 - 須坂駅間が開業（電化）[19]。
  - 9月30日：河東鉄道が長野電気鉄道を合併、長野電鉄株式会社に社名変更。権堂駅 - 須坂駅間が長野線、屋代駅 - 須坂駅 - 信州中野駅 - 木島駅間が河東線となる。
- 1927年（昭和2年）
  - 4月28日：平穏線として信州中野駅 - 湯田中駅間が開業[20]。
  - 8月27日：平穏線が山の内線に名称変更。
- 1928年（昭和3年）
  - 6月8日：鉄道免許状下付（長野市 - 更級郡八幡村間）[21]。
  - 6月24日：長野線 権堂駅 - 長野駅間が開業[22]し国鉄長野駅に乗り入れる。
- 1931年（昭和6年）7月10日：指定の期限までに竣工しなかったため、湯田中 - 渋安代間（下高井郡平穏村地内）の鉄道免許取消[23]。
- 1935年（昭和10年）9月19日：鉄道起業廃止許可（長野市 - 更級郡八幡村間）[24]。
- 1957年（昭和32年）3月15日：長野駅 - 湯田中駅間で特急列車が運転を開始。
- 1960年（昭和35年）10月11日：社長の神津藤平が現職で死去。享年88歳[25]
- 1962年（昭和37年）3月1日：長野駅 - 木島駅間で特急「のざわ」、上野駅 - 湯田中駅間で国鉄直通急行「志賀・丸池」が運転開始。
- 1972年（昭和47年）1月1日：長野駅で「ジャンボ入場券」を発売開始。
- 1977年（昭和52年）2月28日：旧権堂駅構内に本社ビルを新築[26]。2014年（平成26年）まで使用される。2014年まで使用された旧本社ビル

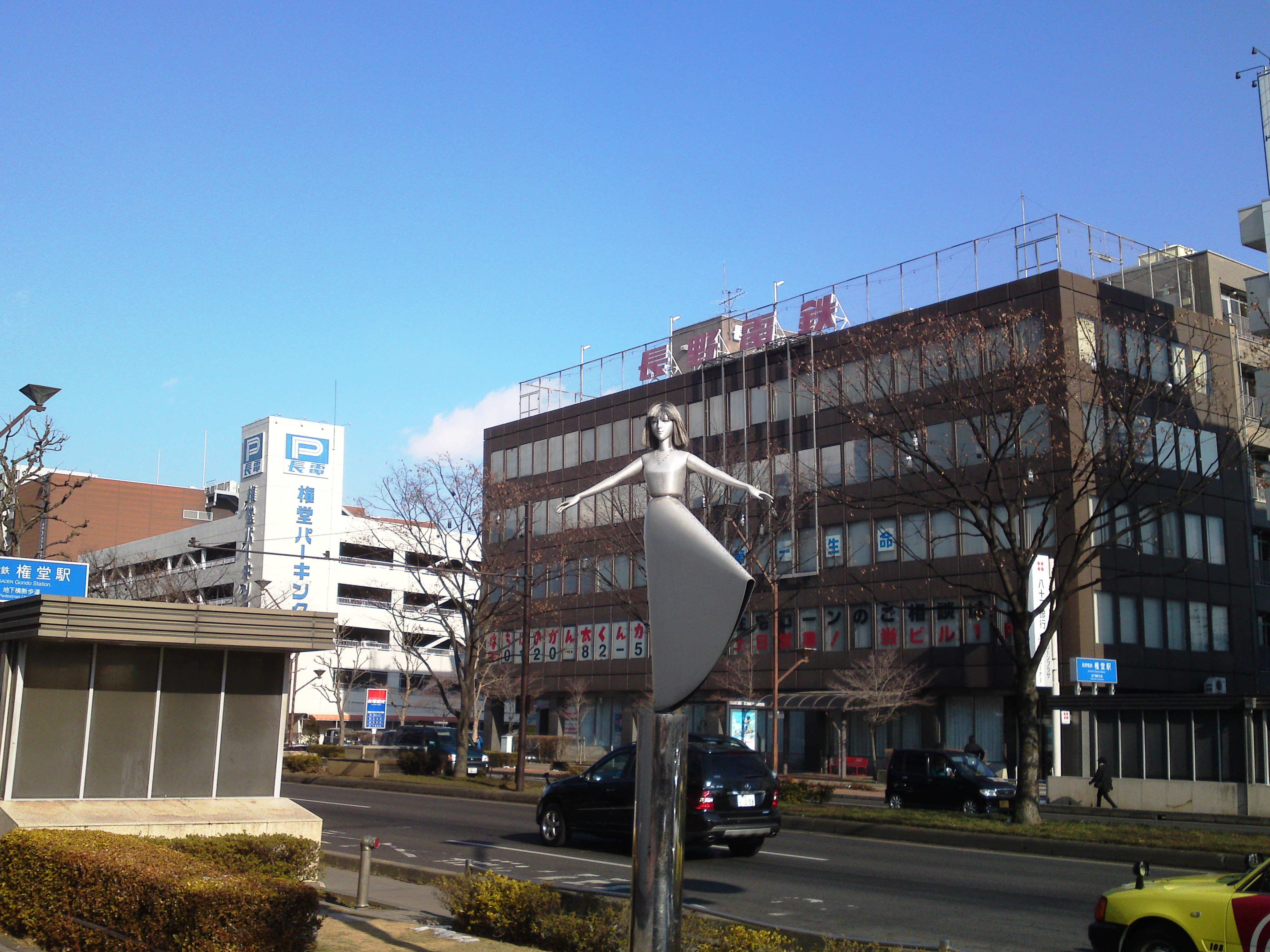
2014年まで使用された旧本社ビル

- 1981年（昭和56年）3月1日：長野線 長野駅 - 善光寺下駅・本郷駅間を連続立体交差事業として地下化[27]。この地下化は中小私鉄では戦後初めてであり、また北陸鉄道が金沢市内の一部を地下化するまでは当時の中小私鉄では唯一の地下線であった。
- 1982年（昭和57年）11月15日：上野駅 - 湯田中駅間の国鉄直通急行「志賀」が運転終了[28]。
- 1987年（昭和62年）3月15日：バス事業の一部を信濃交通に移管。
- 1990年（平成2年）5月30日：小布施駅構内に「ながでん電車の広場」開設。
- 1992年（平成4年）10月1日：バス事業の一部を信州バスに移管。
- 1995年（平成7年）5月29日：残るすべてのバス事業を長電バスに移管。
- 2002年（平成14年）
  - 4月1日：河東線 信州中野駅 - 木島駅間（通称：木島線）が廃止[2][3]。
  - 9月18日：実際の運行形態に合わせ、長野駅 - 須坂駅 - 信州中野駅 - 湯田中駅間を長野線に、屋代駅 - 須坂駅間を屋代線に名称変更。
- 2011年（平成23年）2月13日：長野線と屋代線で駅ナンバリング使用開始。
- 2012年（平成24年）4月1日：屋代線 屋代駅 - 須坂駅間が全線廃止[4][6]。
- 2014年（平成26年）2月24日：権堂B-1地区再開発事業に伴い、本社を隣接地に建てられた再開発ビル「権堂イーストプラザND」内に移転[29]。旧ビル解体後、跡地で再開発事業が続けられ、2015年3月に竣工した。
- 2017年（平成29年）7月3日：ホテル事業を長電ホテルズに移管。
- 2019年（令和元年）5月9日：同社オリジナル鉄道むすめ「朝陽さくら」が登場。
- 2023年（令和5年）：長電タクシーがつばめタクシーのタクシー事業を吸収分割し、つばめ長電タクシーに商号変更。

## 社紋
現行の社紋は、1926年（大正15年）の河東鉄道・長野電気鉄道の合併以来使用されている。中央の星は長野電気鉄道の「長」の字の草書体が基になっており、1907年（明治40年） - 1966年（昭和41年）に用いられた初代・2代目長野市章などにも見られる図案である。この星形を、旧河東鉄道の社紋から引き継いだ千曲川を表す3本線で囲み、以て河東鉄道・長野電気鉄道の合併で長野地域と河東地域とが結ばれたことを示している。
旧・河東鉄道の社紋は「東」の文字を3本線で丸く囲んだものであり、旧・長野電気鉄道の社紋は楔型に図案化した「ナガノ」の文字を6つ円形に並べて電車の車輪を模したものであった。

社紋
旧・河東鉄道
旧・長野電気鉄道

現在2100系以外の全車両で側面に掲げられている。また、以下の通り一部のグループ会社で同様もしくは翻案した社紋を用いている。
- 長電バス - 長野電鉄と同様。
- つばめ長電タクシー - 3重円のうち内側2本の下部を切り取り「Taxi」の文字を入れたもの。
- 長電テクニカルサービス - 3重円の上部の切れ目に「T」の文字を入れたもの。
- 長電建設 - 3重円の下部を切り取り「建」の文字を入れたもの。

## 路線

路線図（クリックで拡大）

以下の路線を保有する、あるいは保有していた。各路線の運行形態、駅一覧などは以下の各記事を参照のこと。
- 現有路線
  - 長野線：長野駅 - 須坂駅 - 信州中野駅 - 湯田中駅
- 廃止路線
  - 河東線（一部）：信州中野駅 - 木島駅（2002年4月廃止。通称：木島線）
  - 屋代線：屋代駅 - 須坂駅（2012年4月廃止。元は河東線の一部）
- 未成路線
  - 長野線：湯田中駅 - 渋安代駅 (1.3 km) [31]
  - 河東線：木島駅 - 関沢駅 (6.5 km) [31]
  - 川中島線：権堂駅 - 川中島駅 (18.9 km) [31]

### 路線名の変遷
河東線の一部廃止（信州中野駅 - 木島駅間）を受けて、実際の運行形態に合せて路線名称も変更された。
| 区間              | 2002年 3月31日以前 | 2002年 4月1日以降 | 2002年 9月18日以降 | 2012年 4月1日以降 |
| ----------------- | ------------------ | ----------------- | ------------------ | ----------------- |
| 長野 - 須坂       | 長野線             | 長野線            | 長野線             | 長野線            |
| 信州中野 - 湯田中 | 山の内線           | 山の内線          | 長野線             | 長野線            |
| 須坂 - 信州中野   | 河東線             | 河東線            | 長野線             | 長野線            |
| 屋代 - 須坂       | 河東線             | 河東線            | 屋代線             | （廃止）          |
| 信州中野 - 木島   | 河東線             | （廃止）          | （廃止）           | （廃止）          |

## 運賃・料金

### 運賃
大人普通旅客運賃（小児半額・10円未満切り上げ） - 2019年10月1日改定。
| キロ程    | 運賃（円） |
| --------- | ---------- |
| 初乗り2km | 170        |
| 3 - 4     | 190        |
| 5 - 6     | 240        |
| 7 - 8     | 330        |
| 9 - 10    | 420        |
| 11 - 12   | 480        |
| 13 - 14   | 550        |
| 15 - 16   | 610        |
| 17 - 18   | 680        |
| 19 - 20   | 760        |
| 21 - 22   | 800        |
| 23 - 24   | 880        |
| 25 - 26   | 930        |
| 27 - 28   | 1,000      |
| 29 - 30   | 1,050      |
| 31 - 32   | 1,130      |
| 33 - 34   | 1,190      |

SuicaやPASMOなどの交通系ICカードや楽天Edy、WAON、nanaco、iDなどの電子マネー、QRコード決済が長野駅 - 須坂駅、小布施駅、信州中野駅、湯田中駅の券売機での支払いのみにおいて使用可能（PiTaPaは使用不可。KURURUはSuica地域連携ICカードになる2025年3月1日より使用開始）。

### 料金
特急料金（小児半額）
全線100円
座席指定料金
1席300円
個室指定料金
1室1,200円（4人まで使用可能）

### 各種乗車券
以下の乗車券を発売している。
- SNOW MONKEY PASS（スノーモンキーパス）
- ながでん鉄道・バス2DAYフリーきっぷ
- 長電フリー乗車券
- ホリデーフリーチケット
- 湯っ蔵んどセットクーポン
- 日帰り「楓の湯」クーポン
- ながでんお達者パス
- ながでんシネマキップ

このほか、イオンリテールが運営するイオン須坂店と提携して須坂駅からの「楽楽きっぷ」を、買い上げ金額の1割を上限に買い物客に進呈するサービスを実施している。なお、同様にイトーヨーカドー長野店と提携して権堂駅からの「お帰りキップ」を進呈していたが、同店の閉店により2020年6月7日をもってこのサービスを終了した。

## 車両

### 現有車両
以下の車両が在籍している。車両搬入は屋代線の廃止に伴いしなの鉄道線（旧信越本線）との接続が失われたため、トレーラーによる輸送に切り替えられている。

#### 特急列車用
- 2000系
  - 在籍する唯一のオリジナル車両。2012年3月に運行終了し、休車扱いとなっている[36]。
- 1000系「ゆけむり」
  - 元小田急10000形「HiSE」。2006年営業運転開始。
- 2100系「スノーモンキー」
  - 元JR東日本253系。2011年営業運転開始。

#### 各駅停車用
- 3500系
  - 元営団3000系。1993年営業運転開始。2023年1月に運行終了し、休車扱いとなっている[37]。
- 8500系
  - 元東急8500系。2005年営業運転開始。
- 3000系
  - 元東京メトロ03系。2020年営業運転開始。

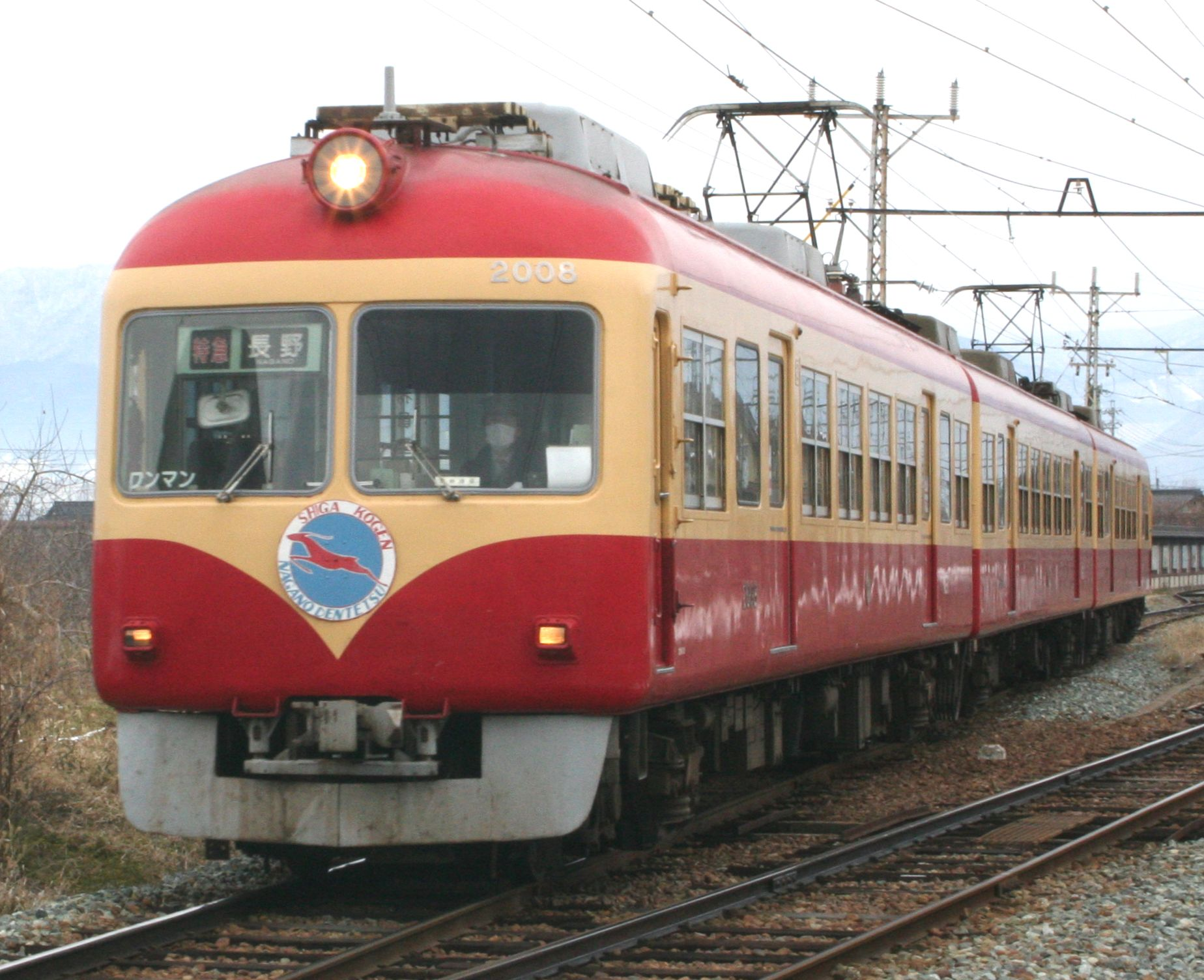
2000系 2012年3月に運行終了
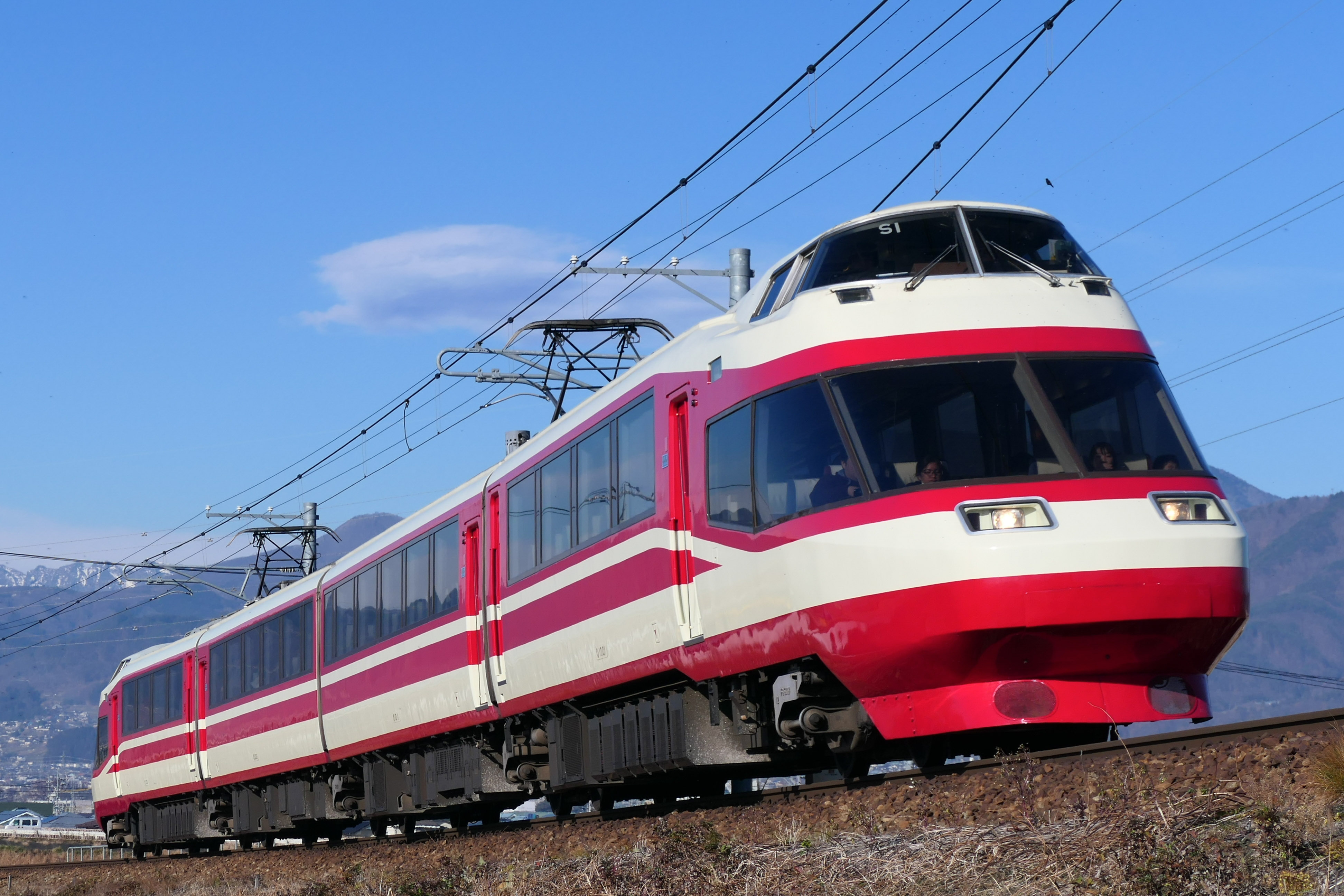
1000系「ゆけむり」
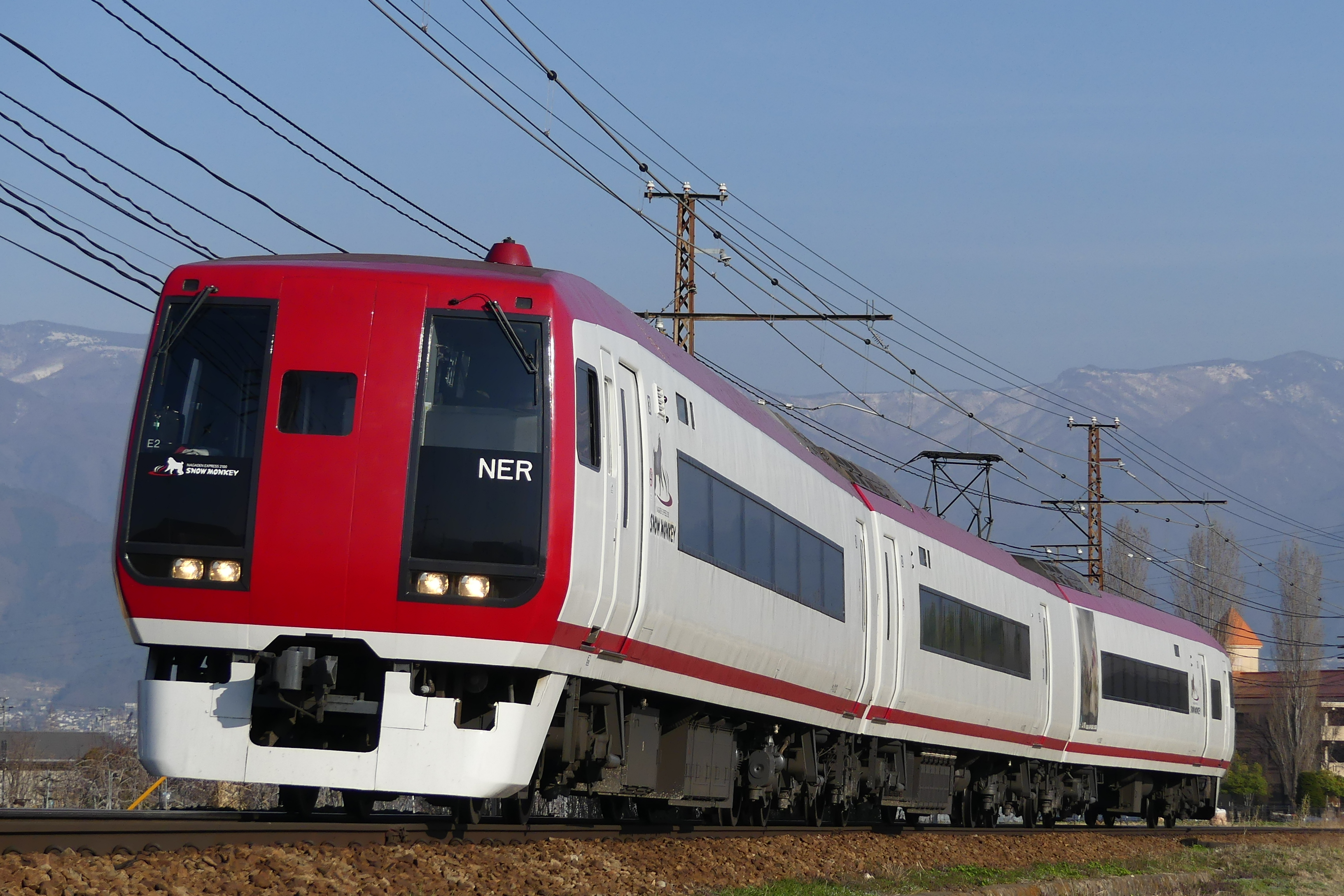
2100系「スノーモンキー」
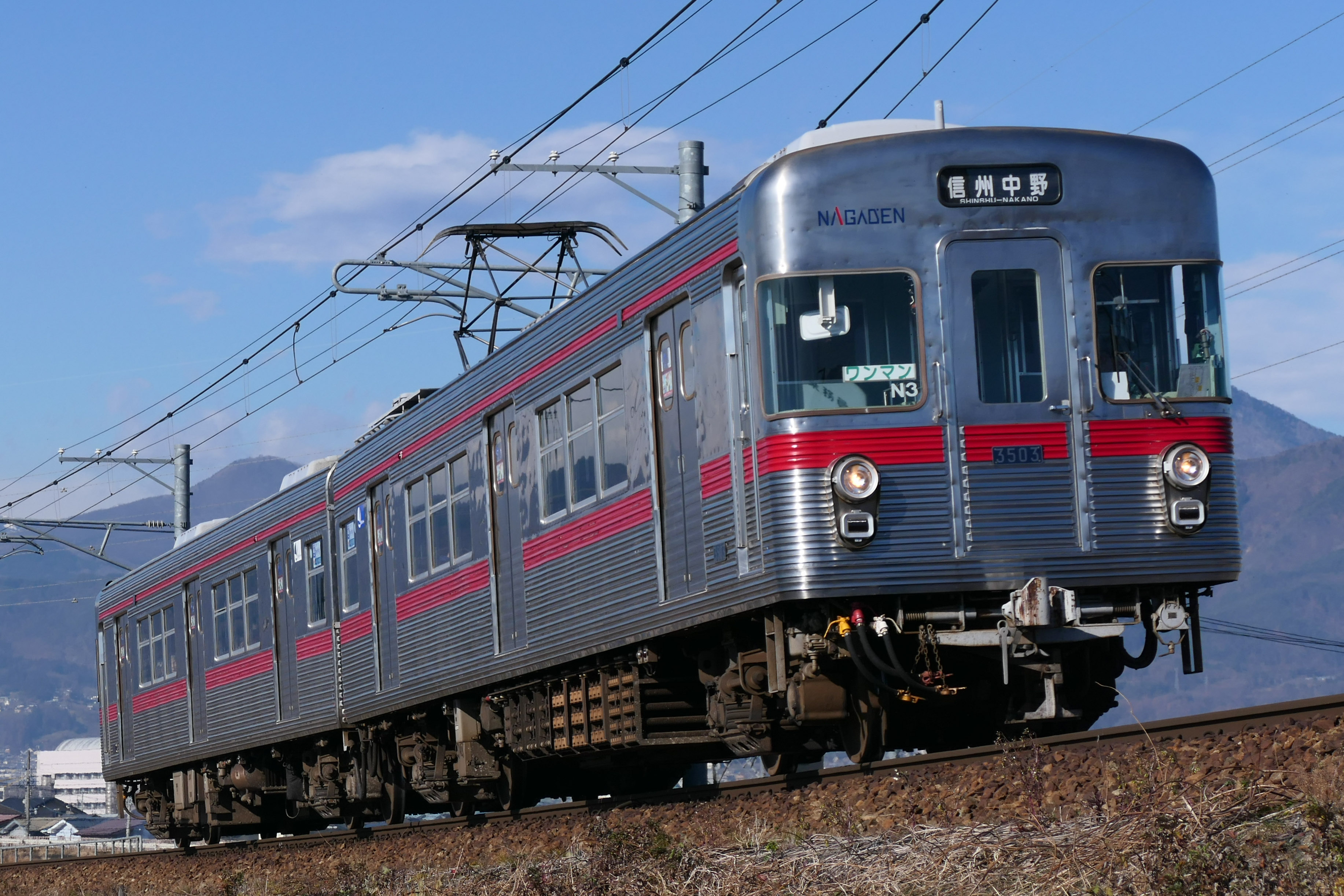
3500系 2023年1月に運行終了
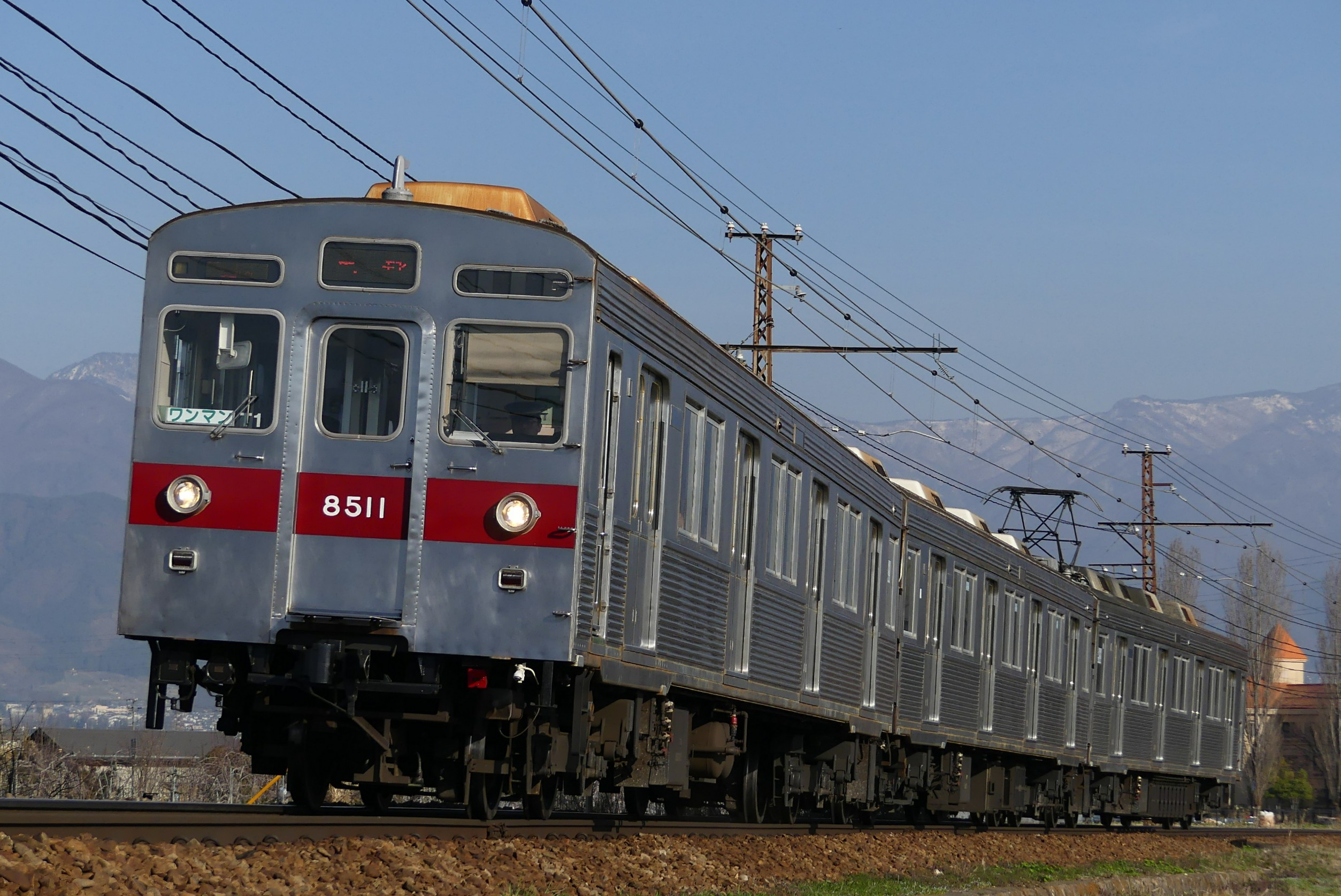
8500系
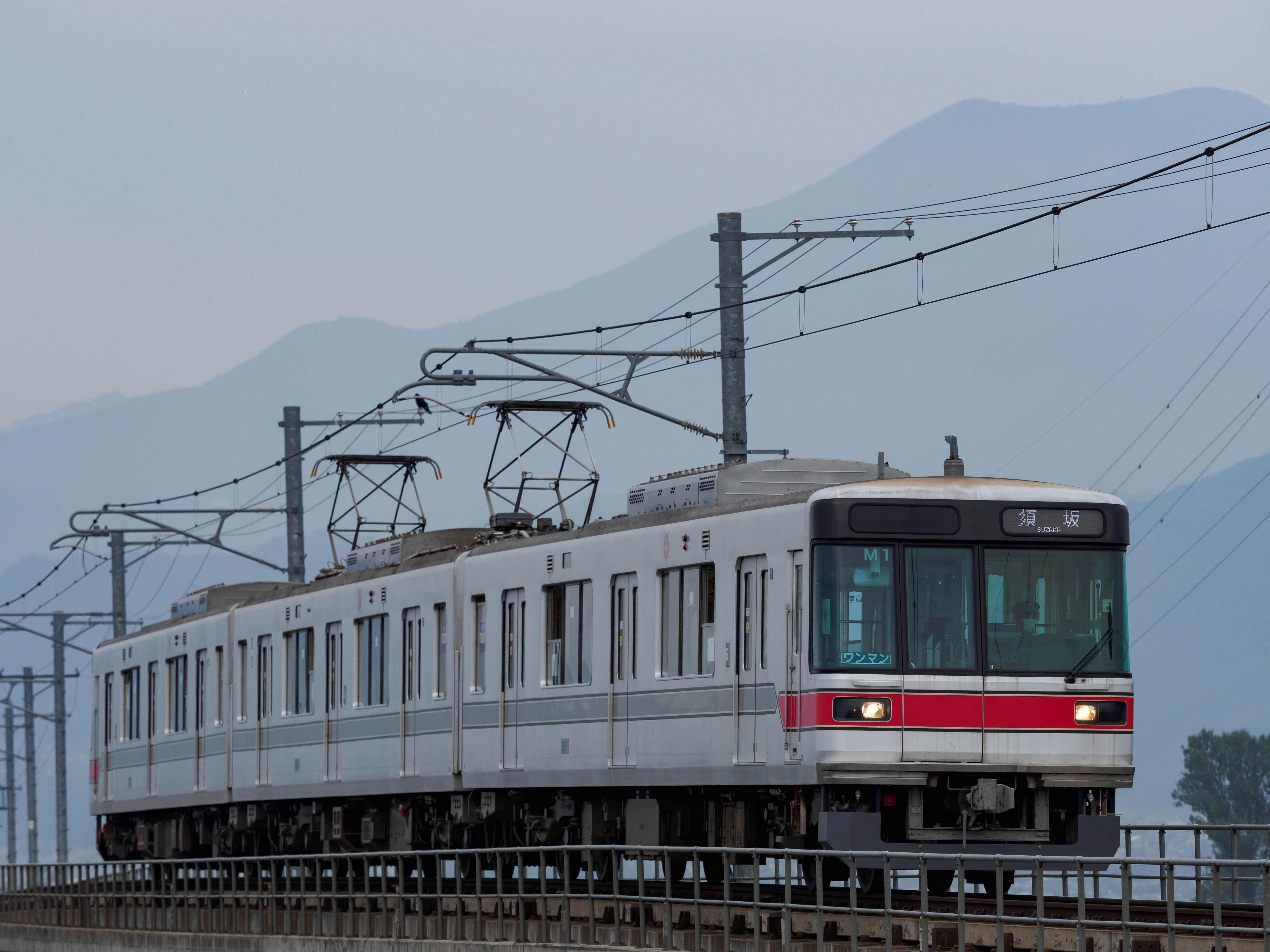
3000系

### 過去の車両
現存する車両の他に以下の車両が在籍していた。特記無い車両は全てオリジナル車両である。

#### 電車
- 3600系
  - 2020年9月に運行終了
  - 元営団3000系。2両編成が3500系、3両編成が3600系。3500系は2編成が休車扱いになっている。
- 2500系・2600系
  - 1997年6月に運行終了
  - 元東急5000系（初代）。2両編成が2500系、3両編成が2600系。
- 0系・10系（OSカー・新OSカー）
- モハ1100形・クハ1150形
- モハ1形（2代）
- モハ1000形・モハ1500形・モハニ1010形・クハ1050形・クハ1550形・クハニ1060形
- モハ600形・モハ610形
- モハ400形・モハ420形・クハ450形
- モハ300形
- モハ100形・モハ200形・モハニ130形・モハニ230形・モハニ530形
- モハ1形（初代）

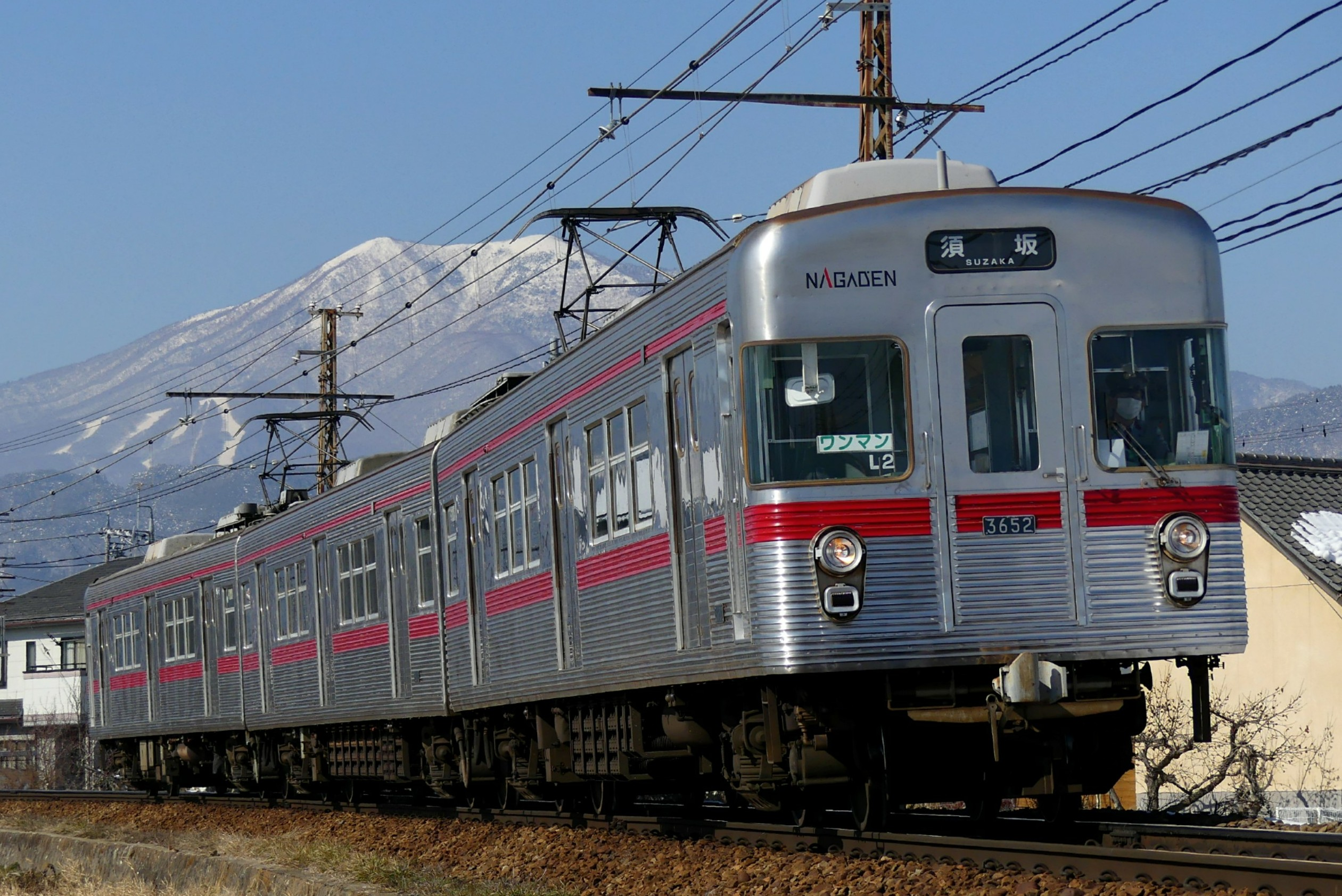
3600系
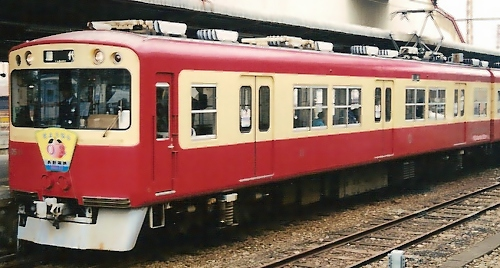
10系
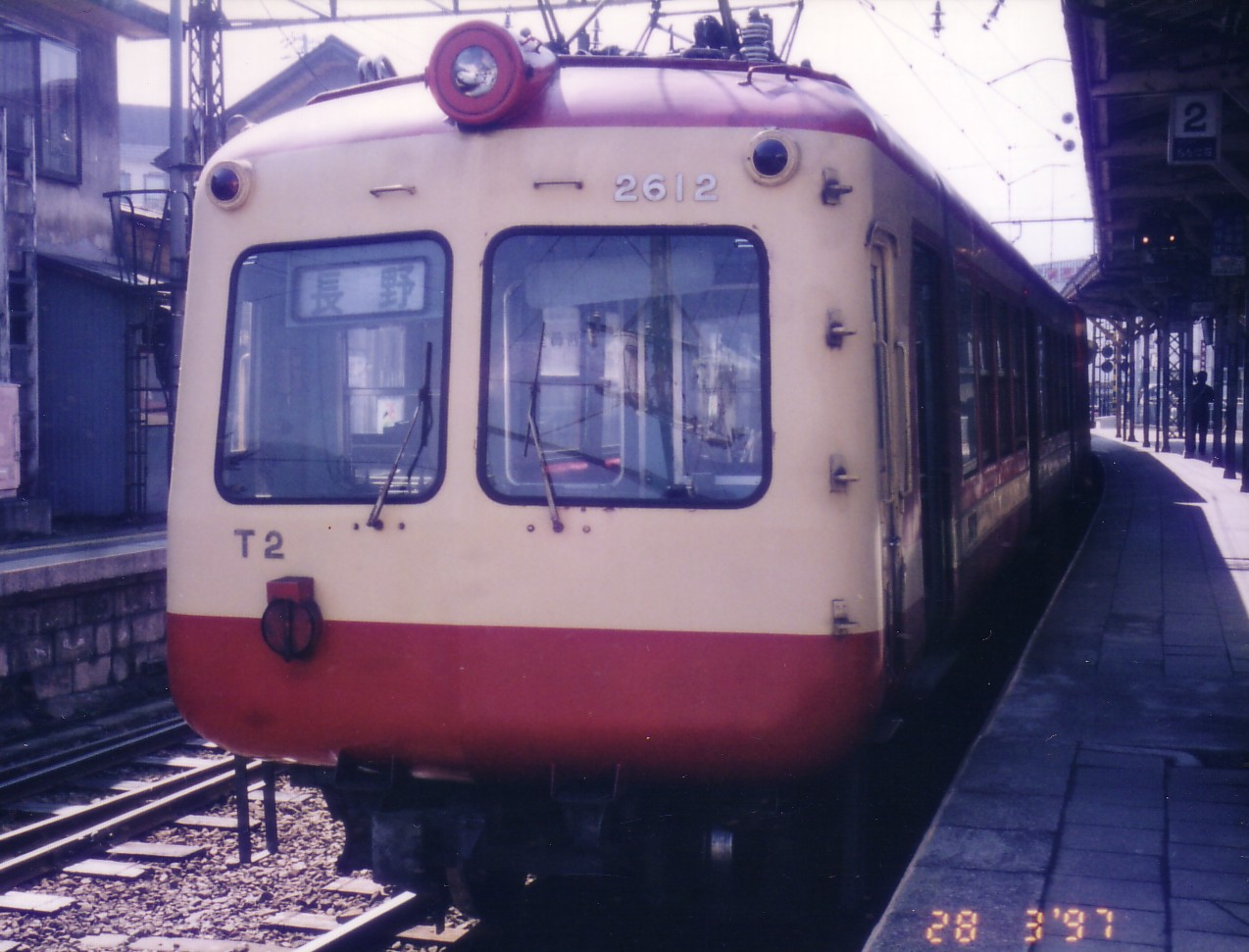
2600系
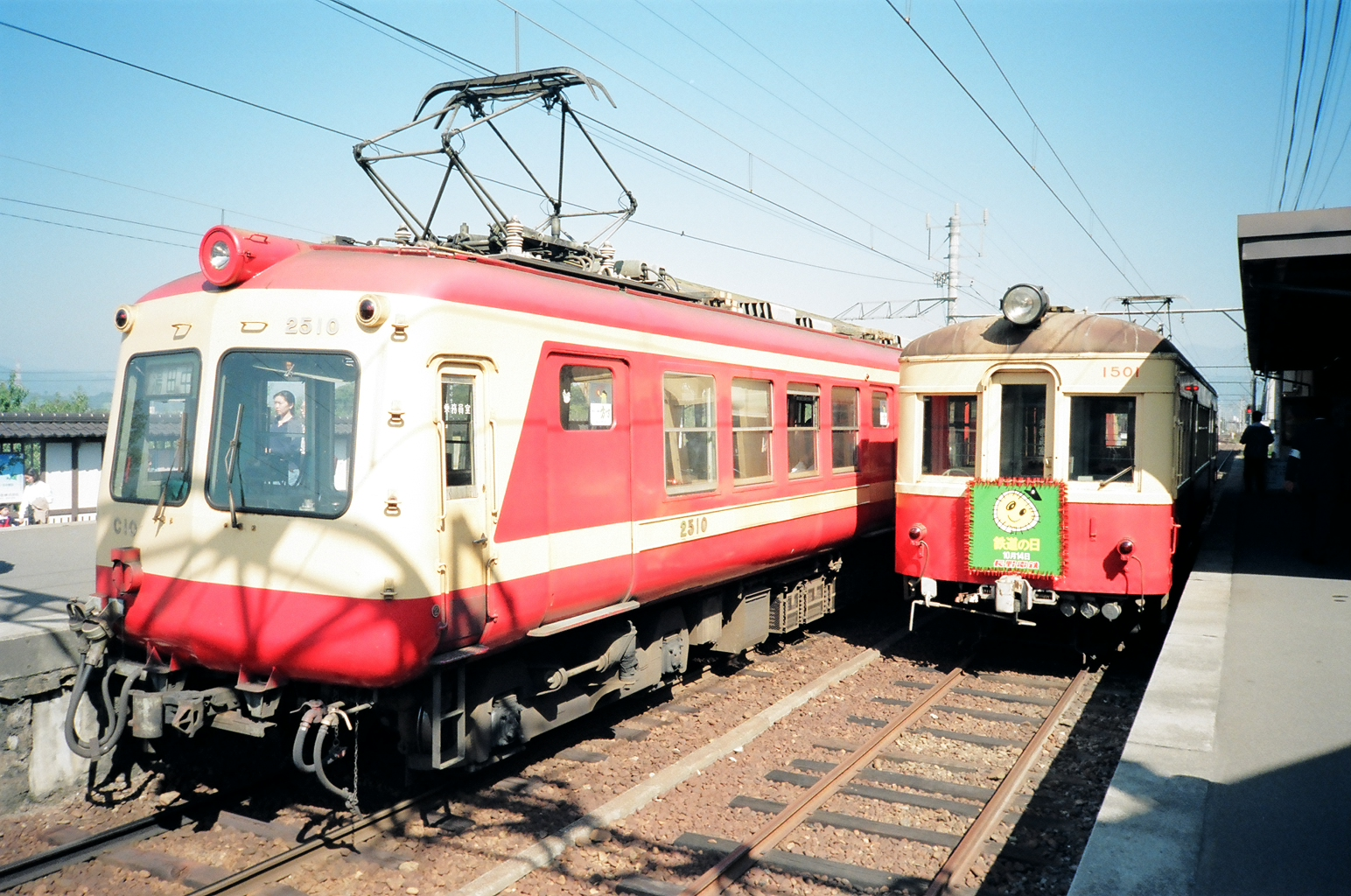
2500系
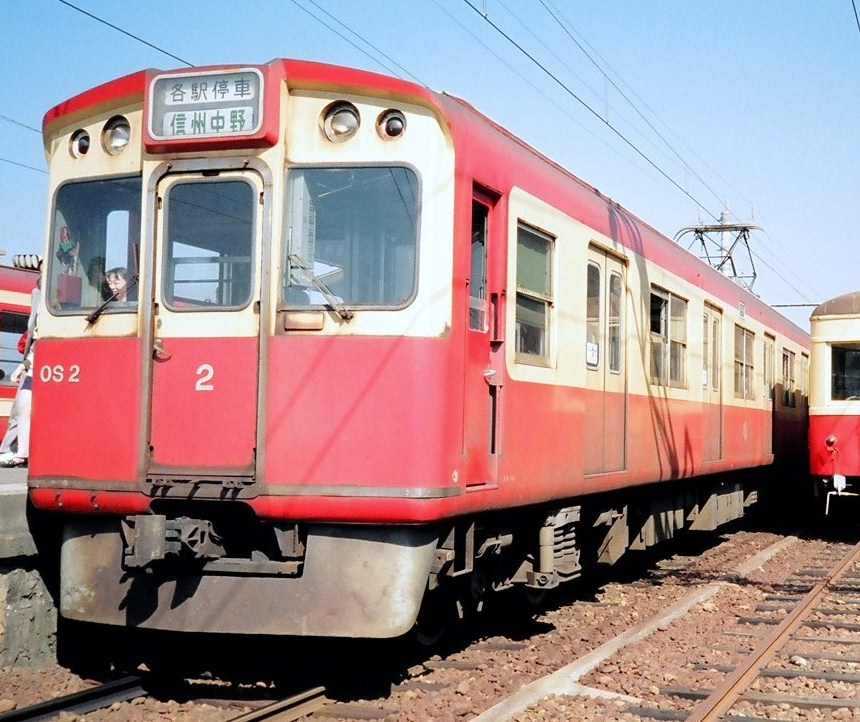
0系
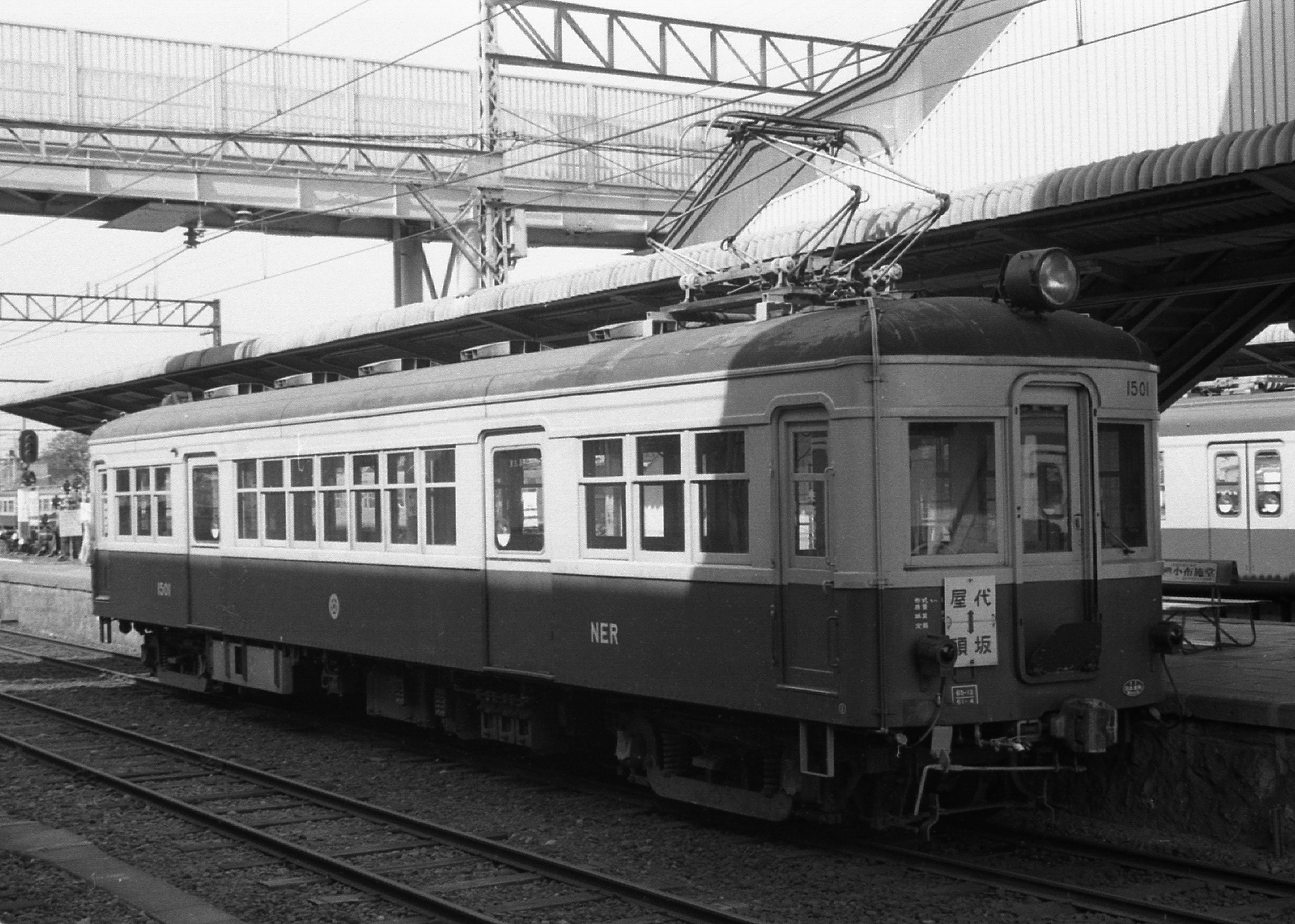
モハ1500形

#### 電気機関車
- ED5000形
- ED5100形

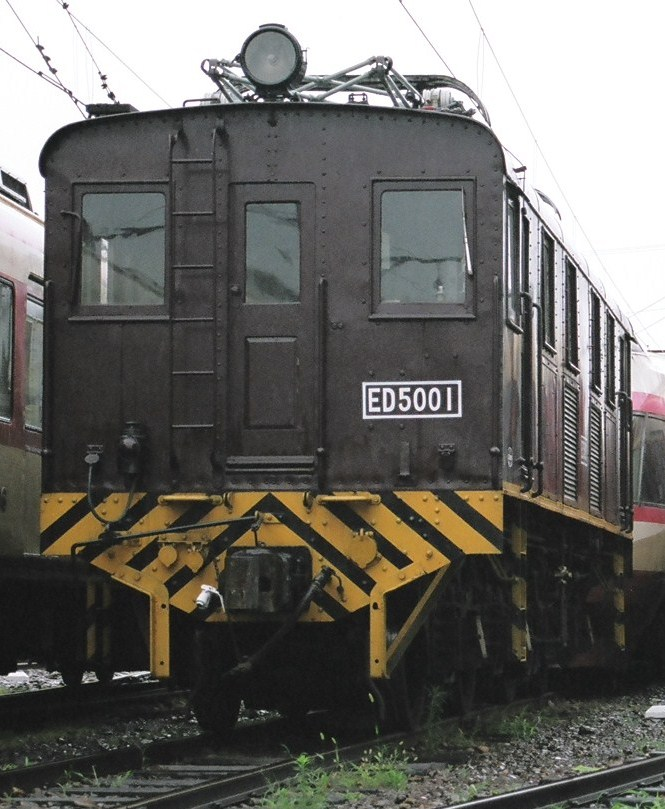
ED5001
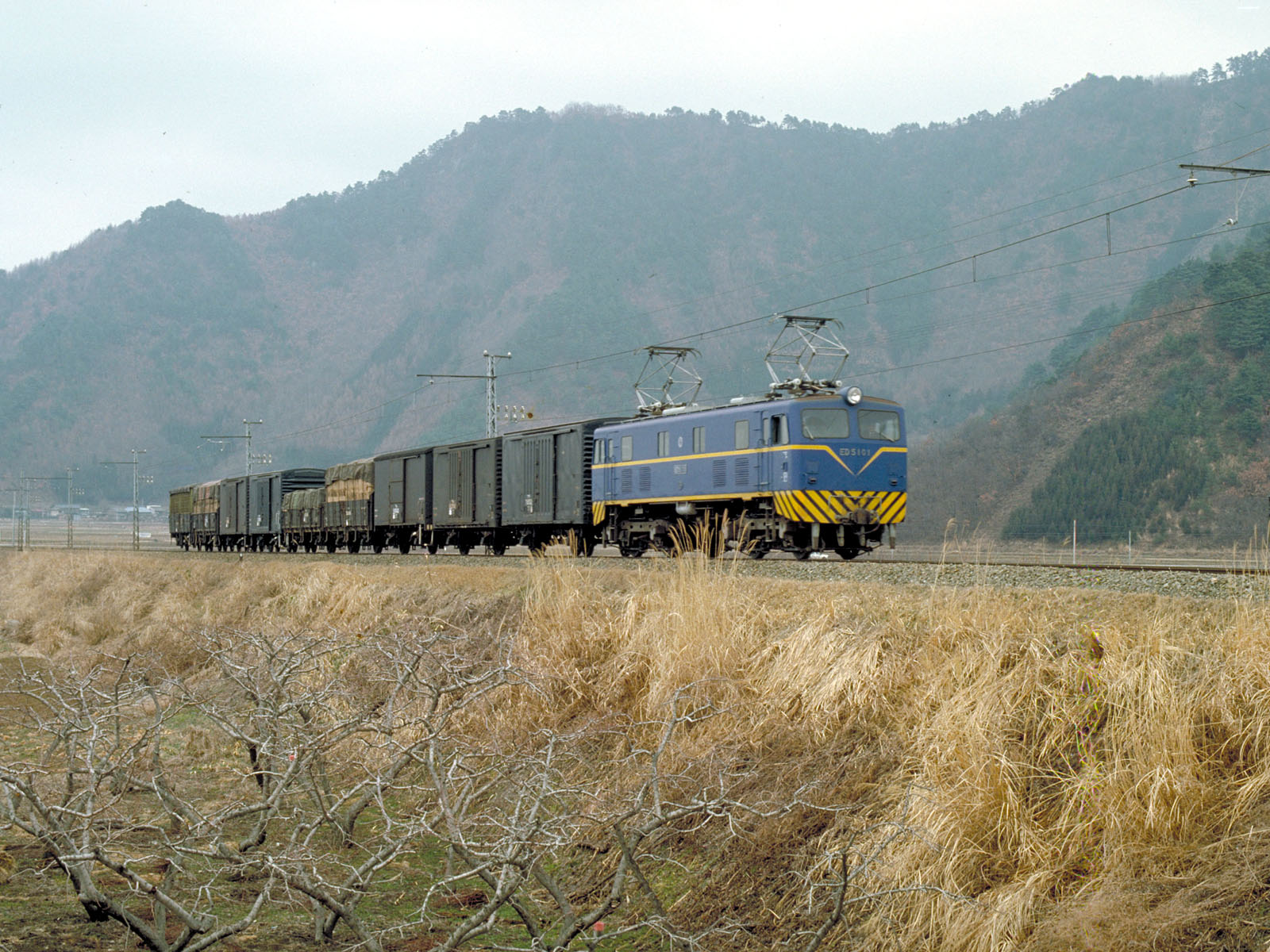
ED5101

#### 蒸気機関車
- 1形 (1 - 4)
- 11形 (11, 12)

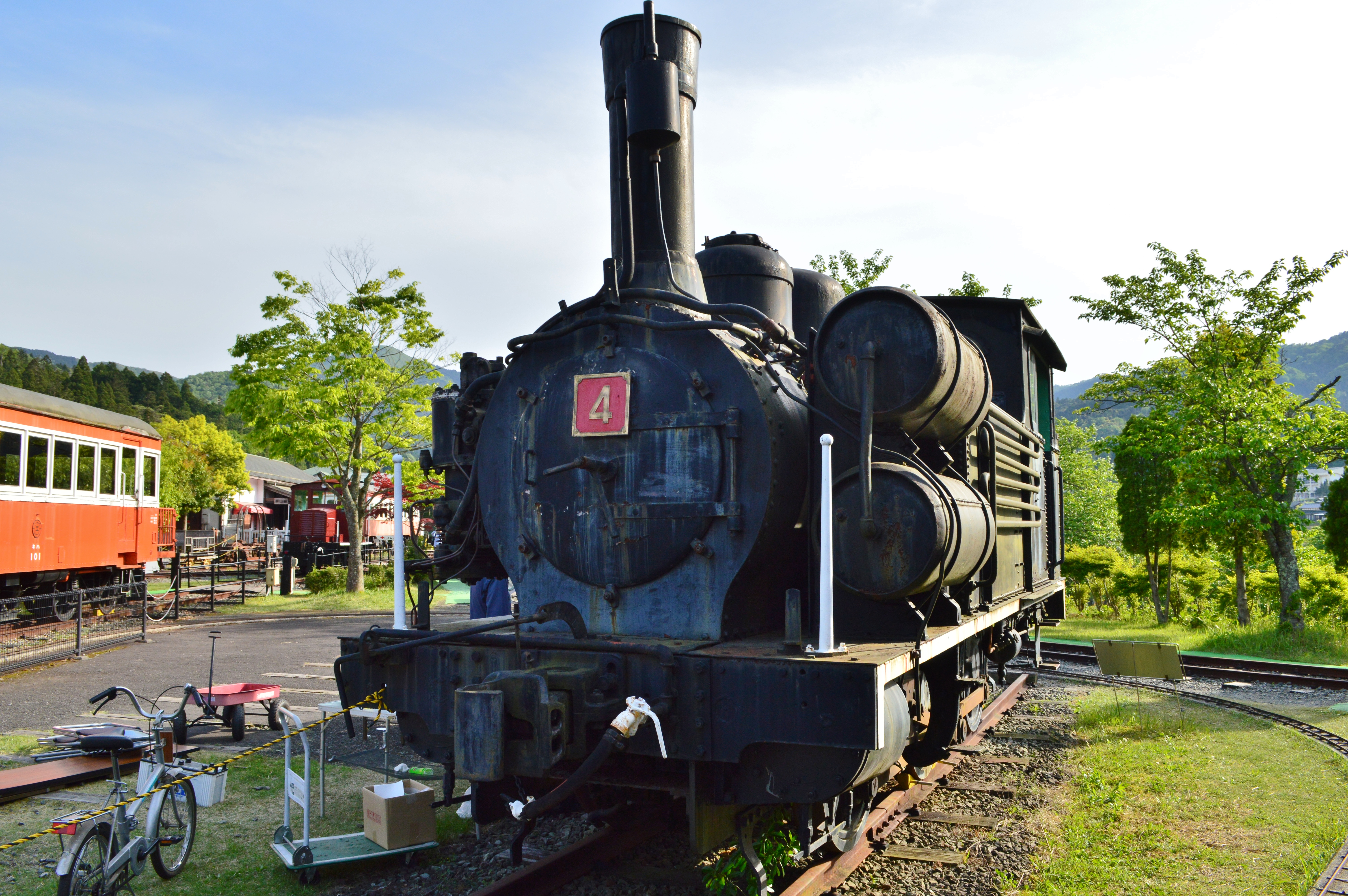
1形3（加悦鉄道4）

## 運転設備
列車無線に誘導無線を採用していた。これは、空間波無線では長野 - 本郷間の地下線内において支障が生じる懸念があったためで、現在は空間波無線に変更されている。

## 鉄道以外の事業とグループ企業
2020年（令和2年）7月1日現在、鉄道事業のほか直営6事業部・グループ会社11社を擁する。